# تپه سرماز
تپه سرماز مربوط به عصر آهن - سده‌های اولیه دوران‌های تاریخی پس از اسلام است و در شهرستان خرم آّباد، بخش چغلوندی، دهستان بیرانوند جنوبی، روستای نمکلان واقع شده و این اثر در تاریخ ۲۸ اسفند ۱۳۸۵ با شمارهٔ ثبت ۱۸۵۴۲ به‌عنوان یکی از آثار ملی ایران به ثبت رسیده است.